# 德拉肯斯山脉
德拉肯斯山脉（意为“龙山”）又称乌卡兰巴山脉（祖鲁语：uKhahlamba），是位于南非和莱索托境内的一组高大山脉。山体由花岗岩组成，最高峰是位于南非与莱索托交界处的塔巴纳恩特莱尼亚纳山，海拔3482米。

## 地理

### 地质
德拉肯斯山脉主要由玄武岩构成，顶部玄武岩层约1400米厚，下方还有砂岩层。玄武岩形成的主要原因是前寒武纪的大陆动荡和火山活动。

### 气候
本地区全年雨雾天气频繁，冬季会降雪。

### 地形
德拉肯斯山脉呈东北-西南走向，位于南非东部，横贯莱索托，主要山峰有：
- 塔巴纳恩特莱尼亚纳山（高3482米），主峰位于莱索托，是南部非洲地区的最高峰
- 马法底峰（高3450米）
- Makoaneng（高3416米）
- Njesuthi（高3408米）
- 香槟城堡（高3377米）
- 巨人城堡（高3315米）
- Ben Macdhui（高3001米）

## 世界遗产
德拉肯斯山脉的相关区域于2000年列入联合国教科文组织世界遗产名录，登录面积242,813公顷。